# Список персонажей Final Fantasy VI

## Основные персонажи

### Терра Бранфорд
Терра Бранфорд (яп. ティナ・ブランフォード Тина Буранфодо) — девушка-волшебница, занимает весьма важное место в сюжете и с бо́льшим на то правом, чем какие-либо другие персонажи, может считаться главной героиней игры. Терра родилась в земле эсперов; её матерью была человеческая женщина Мадонна, а отцом — эспер Мадуин. Два года спустя после рождения на её родину вторглась Гешталийская империя, множество эсперов, в том числе и Мадуин, были обращены в «магициты». Мадонна перед смертью передала девочку в руки императору Гешталю, тут же горько пожалев о решении — но было уже поздно. Терра воспитывалась в Империи; Кефка Палаццо, обратив на природный талант к магии особое внимание, надел на неё Венец раба, так что она бессознательно подчинялась всем приказам Кефки. Единственный раз этот венец снимал с головы Терры будущий генерал Лео Кристоф — из жалости, когда они тренировались в шахтах Нарше. Тогда не помнящая себя Терра встретилась с муглами и играла с ними; Лео едва заставил себя надеть венец Терре на голову снова. С возрастом Терра стала одним из лучших магитех-рыцарей Империи, наряду с Селес Шер, приказы сходящего с ума Кефки становились все безумнее — среди них было и уничтожение пятидесяти имперских магитех-солдат. У всей остальной имперской армии Терра вызывала ужас.
Шестнадцать лет спустя Терра вместе с двумя другими имперскими пилотами магитехов — Биггсом и Веджем направлена в северный город Нарше с заданием найти и захватить замерзшего эспера, скрытого где-то в шахтах. Им удаётся добраться до эспера, но взаимодействие между магическими силами Терры и эспера убивает Биггса и Веджа и, разрушив магитех Терры, заставляет девушку потерять сознание. Её подбирает местный житель и агент сопротивления Арвис; он снимает с неё Венец Раба, но вынужден выпроводить потерявшую память Терру в заднюю дверь. Её преследует стража Нарше, однако вызванный Арвисом Локи Коул и помогающие тому десять муглов спасают Терру. Вместе с Локи она направляется в замок Фигаро. Раздраженный пропажей любимой игрушки Кефка Палаццо сам отправляется в Фигаро. Король Эдгар Рони Фигаро, изображая преданного союзника Империи, приветствует Кефку, но скрывает от него Терру. Наутро солдаты Кефки поджигают замок; Эдгар, Локи и Терра сбегают на чокобо, а замок погружается в песок. Эдгар и Локи — оба члены Сопротивления, и, зная о магических силах Терры, они надеются использовать эти её для борьбы с Империей. Втроём — плюс присоединившийся к ним Сабин Рене Фигаро — добираются до базы сопротивления, где глава организации Бэнон убеждает Терру примкнуть к ним. Они решают отправиться в Нарше, сплавившись на плоту по реке Лете, что им и удаётся (правда, во время нападения на плот осьминога Ультроса они теряют Сабина). Добравшись до Нарше, они тайком пробираются в город через шахты и встречаются с другими героями в доме Арвиса. Теперь властям Нарше приходится прибегнуть к помощи героев, поскольку Империя двигает на город новый отряд солдат и магитехов с Кефкой во главе, чтобы завладеть замёрзшим эспером. В битве в холмах над Нарше герои побеждают, а Кефка вынужден бежать. После боя герои отправляются к замерзшему Эсперу, и он снова взаимодействует с Террой, но на этот раз дело заходит дальше — Терра сама обращается в эспера и улетает далеко на юг.
Часть героев отправляется на поиски Терры и обнаруживает её в городе лжецов Зозо, на вершине самого высокого здания — здесь за ней ухаживает эспер Рама. Он рассказывает героям, что многие эсперы, в том числе и отец Терры Мадуин удерживаются в плену в лабораториях Империи, и просит освободить их. Селес Шер и Локи Коул решают отправиться в Империю. По возвращении они приносят магицит Мадуина Терре, что позволяет ей вернуть разум и свой нормальный, человеческий облик. Герои вместе с Террой возвращаются в Нарше, где сопротивление строит планы решающего удара по Империи. Без помощи эсперов этот удар обречен на поражение; Терра должна связаться с эсперами через врата на востоке Империи. Пройдя к запечатанным вратам, девушка отпирает их и даёт армии эсперов с Юрой во главе вырваться наружу и разгромить имперскую армаду (при этом, правда, погибает и корабль Зетцера). После общего удара сопротивления, воинов Нарше и эсперов император Гешталь может лишь признать своё поражение и подписать мир. Он предлагает Терре вместе с генералом Лео отправиться в качестве посла доброй воли к эсперам, скрывшимся на острове Полумесяца. Во время этого путешествия между Террой и генералом Лео происходит важный разговор — о любви: Терра, совсем разуверившись в своей человеческой природе, не верит, что способна на такое чувство.
На острове Полумесяца Терра и Локи (к которым присоединяется и Тень) посещают деревушку Тамаса. Местные жители, включая Страго Магуса, отрицают существование эсперов и магии; однако, когда в деревне вспыхивает пожар, и в огне оказывается внучка Страго, Рельм Арроуни, жители деревни вынуждены проявить свои магические способности. Страго сопровождает героев в место сбора эсперов, где те и скрываются. Терра убеждает вождя эсперов Юру отправиться на переговоры с генералом Лео. Мирные переговоры в Тамасе начинаются вполне успешно, но их прерывает Кефка Палаццо, вместе с гвардейцами Императора прибывший по следам послов. Терра, генерал Лео и другие послы послужили орудием обмана — единственной целью Гешталя было лишь выиграть время и заполучить больше эсперов в виде магицитов. Обманутые эсперы обращаются в магициты, генерал Лео погибает от рук Кефки (позже Терра его хоронит), а героев ранят гвардейцы. Однако превращение всех эсперов в магицит приводит к восстановлению Статуй, запечатанные врата взлетают в воздух, превращаясь в Парящий континент.
Год спустя после конца света Терра живёт в городке Моблиц, разрушенном Светом правосудия Кефки. Все взрослые в деревне погибли, так что Терра заботится о детях. Она отказывается снова брать в руки оружие, и Сабину с Селес не удаётся уговорить её снова присоединиться к ним — это становится возможным, только когда на руины Моблица нападает монстр Хумбаба. Поначалу Терра проигрывает ему, но — во второе нападение Хумбабы — оказывается способной перейти в свою форму эспера и дать врагу отпор, понимая, что ей движет такое казавшееся невозможным чувство, как любовь к детям. С осознанием этого она присоединяется к героям. После победы над Кефкой и низвержения Статуй покидающие башню Кефки герои волнуются за судьбу Терры — с исчезновением из мира Статуй как источников магии и силы эсперов Терра должна умереть. Терра использует свои последние силы для спасения друзей из башни; однако Мадуин сообщает ей перед собственной окончательной смертью, что ей эта участь не грозит — любовь к детям Моблица сделала её более человеком, чем эспером, и, несмотря на исчезновение из мира магии и эсперов, Терра останется в живых. В конце игры Терра на палубе «Фалькона» распускает волосы — как символ свободы.
Терра по сути является магическим рыцарем — она может пользоваться магией и одновременно носить рыцарские мечи и тяжелые доспехи (из чего следует, что девушка, несмотря на внешнюю хрупкость — достаточно сильный физически человек). Во время битвы на недолгое время Терра может обратиться в эспера. В этом состоянии все её характеристики, включая урон от атак и магии, удваиваются. Как и Селес, Терра от природы владеет магией и получает многие заклинания просто с приростом уровня. Звучащая на вступительных титрах тема Tina является одновременно музыкальной темой Терры и главной музыкальной темы игры. Некоторые аккорды из неё звучат также в музыкальных темах «Awakening», «Opening Theme», «Metamorphosis», «Save Them!» и «Ending Theme». В оригинале героиня носила традиционное европейское женское имя Тина. Однако переводчик Тед Вулси счёл нужным заменить его на Терра (Terra, лат. «земля»), вероятно, чтобы противопоставить «небесной» Селес Шер (Celes, от лат. caelestis или соответствующего английского celestial — «небесный»). В игре у Терры зелёные волосы, хотя на большинстве концепт-артов она блондинка. Ролики в версии для PlayStation, основанные на концепт-артах Ёситаки Амано и изображавшие Терру также блондинкой, часто сбивали игроков с толку.

### Гау
Гау (яп. ガウ Gau) — дикий мальчик с синдромом Маугли, выросший среди диких зверей на огромных равнинах Вельда (The Veldt). Толком на человеческом языке он говорить так и не выучился, и его речь состоит в основном из рычания и воя; в подражание сородичам-животным он заворачивается в звериные шкуры. Сильно боится высоты и обожает все яркое и блестящее. Гау родился во вполне нормальной семье, живущей в одиноко стоящем доме к северо-западу от Вельда. При родах его мать умерла, а потрясённый потерей любимой отец лишился рассудка и вообразил, что его сын — маленький демон. Поэтому отец отнес новорожденного сына в безлюдные места равнины Вельда, надеясь, что там его съедят дикие звери.. Со временем отец Гау внушил себе, что у него никогда не было ни жены, ни сына, а «демон» пригрезился ему во сне. Тем не менее, Гау выжил и стал жить среди диких зверей, считая себя одним из них. Несколько лет спустя странствующие по Вельду герои игры — Сабин Рене Фигаро и Киан Гэрмонд натолкнулись на него — точнее, Гау сам нашёл их у подножия водопада. Гау сбежал от них, однако, купив в городе Моблиц вяленого мяса (Dried Meat), они смогли приманить Гау и договориться с ним. Мальчик, перемежая слова воем и рычанием и хохоча над архаичным языком Киана, рассказал им о своем «сияющем сокровище», запрятанном где-то в горах Полумесяца. «Сокровище» оказалось старинным водолазным костюмом, пользуясь которым, герои добраются по морю до города Никея и далее до Нарша, где воссоединяются с остальной командой. В дальнейшем Гау постоянно сопровождает отряд вплоть до самого армагеддона. Когда Мир равновесия обращается в Мир руин и отряд оказывается рассеянным по всему миру, Гау возвращается в родной и привычный Вельд. Позже он присоединяется к отряду вновь и Сабин пытается воссоединить его с безумным отцом, приведя Гау в человеческий вид — подвергнув мытью и стрижке, переодев и обучив человеческой речи и манерам поведения. В результате безумный отец все равно не узнает сына, но замечает, что у того были замечательные родители, раз вырастили такого прекрасного молодого человека. Гау все равно остаётся счастливым хотя бы потому, что у него есть отец. В дальнейшем мальчик следует за отрядом вплоть до самого конца игры, мотивируя это так: это его друзья, и он их всех любит.
Основной уникальной способностью Гау является способность Ярость (Rage), являющаяся одной из вариацией Синей магии сериала Final Fantasy, ему она заменяет обычную для других персонажей способность Атака (Attack). Работает в паре со второй уникальной способностью — Прыжок (Leap). При применении Прыжка против какого-либо монстра Гау прыгает к нему и тем заканчивает бой (опыта и денег отряд при этом не получает). В одном из следующих боёв Гау возвращается к отряду, при этом в обширном списке, раскрывающемся при применении Ярости, появляется новый пункт — название монстра, на которого был применен Прыжок. Подразумевается, что Гау какое-то время живёт вместе с данным монстром и его сородичами, обучаясь их боевым приёмам. Применяя Ярость, Гау до конца боя переходит под управление AI, случайным образом атакуя врагов умением, соответствующим монстру, которому он подражает. Данное умение, однако, распространяется не на всех монстров игры. Обычно Гау не носит никакого оружия. Единственное оружие, которое ему можно экипировать — Imp’s Halberd. Однако он способен носить щиты, шляпы и доспехи.